# سکس‌پوزیشن

صحنه‌ای از مجموعهٔ بازی تاج و تخت که در آن لرد پیتر بیلیش (آیدان گیلن) اهداف و کودکیش را در حالی شرح می‌دهد که دو بازیگر زن در حال تحریک جنسی هستند. این صحنه باعث شد تا منتقدین اصطلاح سکسپوزیشن را برای اولین بار به‌کار ببرند.

در رسانه‌های تصویری مانند فیلم و تلویزیون به قسمتی که داستان زندگی، پیش‌زمینه یا نکات مهمی در مورد یک شخصیت را در هنگام آمیزش جنسی یا برهنگی روایت می‌کند، سکسپوزیشن (به انگلیسی: sexposition) گفته می‌شود.